# 矢作穂香
矢作 穂香（やはぎ ほのか、 1997年〈平成9年〉3月7日 - ）は、日本の女優。2016年6月までの旧芸名は未来 穂香（みき ほのか）。千葉県出身。2014年8月までエヴァーグリーン・エンタテイメントに、2017年4月より2023年9月まで研音に所属。

## 略歴
2008年、小学6年生の時に家族で遊園地に行った際スカウトされ、2009年からファッション雑誌『ラブベリー』の専属モデルとして芸能活動を開始。バレリーナになりたかったが、怪我でスランプだったタイミングで、テレビドラマ『花ざかりの君たちへ』を見て芸能界に興味を持ち始めていた時でもあった。2010年3月、テレビドラマ『夢の見つけ方教えたる2』（フジテレビ系）で女優デビューを果たし、同年11月公開の映画『マリア様がみてる』で初主演をつとめる。
テレビ雑誌の2013年「今年ブレーク確実な女優」予想で1位になる。
2013年3月29日から放送された『イタズラなKiss〜Love in TOKYO』（CS放送・フジテレビTWO）でテレビドラマ初主演をつとめ、主人公の相原琴子役を演じる。ドラマは中国や香港、台湾、インド、シンガポールでも放送され、特に中国で熱狂的なブームとなり、2014年には同じキャストで続編『イタズラなKiss2〜Love in TOKYO』も制作・放送された。
2014年8月末をもって契約満了によりエヴァーグリーン・エンタテイメントを退社。公式プロフィール、および公式ブログは削除された。直後に開設したブログで、女優業を継続していく意欲を表明していたがその後に削除されている。退社直前に公開された映画『思春期ごっこ』の舞台挨拶などの活動は行われ、「サッポロ一番」のCMも引き続き放送されていた。また、映画『クレヴァニ、愛のトンネル』（今関あきよし監督作品）が2015年早春に公開された。
女優としてステップアップするため、2015年10月からニューヨークへ留学し、2016年3月に帰国。帰国後、大林宣彦から直接映画『花筐/HANAGATAMI』出演のオファーを受ける。また、初対面時に「お母さんとお父さんから生まれた名前を大事にしなさい」という助言があり、改名を決意。同年7月1日付けの本人のオフィシャルブログにて、今まで使用していた「未来穂香」の芸名から、今後は本名である「矢作穂香」として活動していくことを表明した。
2017年4月6日、自身のブログ・Twitter（現・X）で同年4月1日より研音に所属していることを発表した。同年6月放送の『貴族探偵』第10話・最終話で、フジテレビ「月9」初出演。
2018年、『今夜、勝手に抱きしめてもいいですか?』で2年ぶりにドラマ主演をつとめ、日本を含む世界8か国で配信・放送された。
2023年9月30日、同日をもって研音を退所することを報告。

## 人物
特技は2歳から始めていたクラシック・バレエ。またダンスも得意で『イタズラなKiss』などでもこの特技を生かしている。父親の影響で2019年からゴルフを始め、ゴルフ番組にも出演している。
姉と兄がいる。
憧れの女優はオードリー・ヘプバーンとアン・ハサウェイ。将来の夢はヘプバーンのような国際的な女優になること。小さいころに『ティファニーで朝食を』を観てからニューヨークに憧れ、『イタズラなKiss〜Love in TOKYO』の撮影現場で古川雄輝や監督の永田琴が英語を話しているのに自分は話せず悔しかったこと、両親からも勧められたこともあり、2015年の語学留学を決意。帰国後は公式モバイルサイトで英語を勉強するコーナー「HONOKA’S English Time」をスタートさせた。
北野日奈子とは高校時代の同級生で北野は在学中から矢作を知っていたが矢作は北野を知らなかったらしく、『ひともんちゃくなら喜んで!』の撮影で再会した際に北野からそのことを指摘された上で当時の集合写真を見せられ、ようやく気付いたという。

## 出演
主演作品は太字表記

### テレビドラマ
- 夢の見つけ方教えたる2（2010年3月13日、フジテレビ） - 宇佐美ミカ 役
- 仮面ライダーオーズ/OOO 第5話 - 第16話、第36話 - 第46話（2010年10月3日 - 12月26日、2011年5月29日 - 8月14日、テレビ朝日） - メズール（人間態） 役
- クローン ベイビー（2010年10月8日 - 12月17日、TBS） - 青柳加奈子 役
- 鈴木先生（2011年4月25日 - 6月27日、テレビ東京） - 中村加奈 役
- 明日の光をつかめ2（2011年7月4日 - 9月2日、東海テレビ） - 加賀美優香 役
- 都市伝説の女 第7話（2012年5月25日、テレビ朝日） - 石橋凛 役
- 一休さん（2012年6月30日、フジテレビ） - 桔梗屋弥生 役
- 黒の女教師 第1話（2012年7月20日、TBS） - 須藤夏美 役
- 白虎隊〜敗れざる者たち（2013年1月2日、テレビ東京） - 西郷細布子 役[注 1]
- イタズラなKiss〜Love in TOKYO（2013年3月29日 - 7月19日、フジテレビTWO） - 主演・相原（入江）琴子 役（古川雄輝とW主演）[7]
  - イタズラなKiss2〜Love in OKINAWA（2014年9月12日、フジテレビ）[25]
  - イタズラなKiss2〜Love in TOKYO（2014年11月24日 - 2015年4月6日 、フジテレビ）[26]
- 幽かな彼女（2013年4月9日 - 6月18日、関西テレビ） - 岡本香奈 役
- 天魔さんがゆく 第5話（2013年8月19日、TBS） - 槇原しおり 役
- ねじれた絆 赤ちゃん取り違え事件 42年の真実（2013年10月11日、フジテレビ） - 島袋美由紀 役
- D-NEXT]「赤い靴」（2013年11月6日、日本テレビ） - 主演・大崎リナ 役[27]
- あの日の君に、（2016年8月18日、BSスカパー!） - 主演・エリ 役[28]
- 貴族探偵 第10話・最終話（2017年6月19日・26日、フジテレビ） - 具同真希 役[12]
- 新宿セブン 第4話（2017年11月3日、テレビ東京） - くるみ李穂 役[29]
- 重要参考人探偵 第4話（2017年11月10日、テレビ朝日） - 東ルナ 役[30]
- 天才を育てた女房（2018年2月23日､ 読売テレビ） - 山田まゆみ 役[31]
- 正義のセ 第2話（2018年4月18日、 日本テレビ） - 町田まりあ 役[32]
- 僕らは奇跡でできている（2018年10月9日 - 12月11日、フジテレビ・関西テレビ） - 青山琴音 役[6][33][注 2]
- 僕の初恋をキミに捧ぐ（2019年1月19日 - 3月2日、テレビ朝日） - 田村結子 役[35][注 3]
- 家政夫のミタゾノ 第4話（2019年5月10日、テレビ朝日） - 玄角正子 役[37]
- ボイス 110緊急指令室（2019年7月13日 - 9月21日､ 日本テレビ） - 森下葵 役[38]
- ねぇ先生、知らないの?（2019年12月6日 - 2020年1月17日､ MBS） - 星野七瀬 役[39]
- ピーナッツバターサンドウィッチ（2020年4月3日 - 5月22日、MBS） - 主演・立花椿 役（伊藤健太郎とW主演）[40]
- おしゃ家ソムリエおしゃ子!（2020年7月16日 - 9月3日、テレビ東京） - 主演・イエーガー・おしゃ子 役[41]
  - おしゃ家ソムリエおしゃ子!2（2021年10月9日 - 12月25日）[42]
- 銀座黒猫物語 第9話 Bar yu-nagi 編（2020年9月11日、関西テレビ） - 主演・春原真衣 役[43]
- 税務調査官・窓際太郎の事件簿 第35作（2020年12月6日、BS-TBS） - 藤波千晶 役[44][45]
- 監察医 朝顔 第2シリーズ 第10話 - 第13話 （2021年1月18日 - 2月8日 、フジテレビ） - 北村愛菜 役[46]
- 神様のカルテ 第4話（2021年3月8日、テレビ東京） - 鮎川めぐみ 役[47]
- ホメられたい僕の妄想ごはん 第4話・第11話（2021年8月1日・9月19日、BSテレ東） - 第4話ヒロイン・キム・スア 役[48]
- 内田康夫サスペンス 新・信濃のコロンボ2 北国街道殺人事件（2021年8月23日、テレビ東京） - 田尻風見子 役[49]
- しもべえ（2022年1月7日 - 3月25日、NHK総合） - 北島亜紀 役[50]
  - しもべえ 特別版（2022年9月25日 - 11月13日、NHK BSプレミアム、NHK BS4K）
- いぶり暮らし（2022年4月4日 - 6月27日、BS松竹東急） - 佐山薫 役[51]
- テッパチ! 第10話（2022年9月7日、フジテレビ） - 葵 役[52]
- 壁サー同人作家の猫屋敷くんは承認欲求をこじらせている（2022年10月3日 - 11月21日、朝日放送テレビ） - 山田小春 役[53]
- ひともんちゃくなら喜んで!（2023年1月15日 - 3月19日、テレビ朝日・朝日放送テレビ） - 主演・人見まもる 役（犬飼貴丈とW主演）[54]
- 何かおかしい2 第7話（2023年5月17日、テレビ東京） - 峯岸作 役[55]

### その他テレビ番組
- ネクストプリンセス（2009年10月4日 - 2010年3月28日、テレビ東京）
- めざましテレビ MOTTOいまドキ!（2011年4月1日 - 2012年3月24日、フジテレビ） - いまドキ☆ムスメ
- インターネットのオンデマンド☆教養バラエティ番組! フジテレビビッツ（2010年1月8日 - 5月21日、フジポッド）[56]
- すイエんサー（2012年 - 2013年、NHK教育） - すイエんサーガールズ
- 痛快TV スカッとジャパン（フジテレビ）
  - 「最後の夏花火」（2017年8月28日） - 河上彩花 役[57]
  - 「学歴で人を見下す常連客」（2018年11月19日） - 尾崎絵美 役[58][59]
- ゴー!ゴー!キッチン戦隊クックルン（2021年3月29日 - 2023年9月20日[60]・2024年3月19日[61]、NHK Eテレ） - ムール 役[62][63]

### 映画
- NECK[ネック]（2010年8月21日、アスミック・エース） - ゆかりちゃん 役
- マリア様がみてる（2010年11月6日、ジョリー・ロジャー） - 主演・福沢祐巳 役[3]
- 劇場版 仮面ライダーオーズ WONDERFUL 将軍と21のコアメダル（2011年8月6日、東映） - メズール（人間態） 役[64]
- リアル鬼ごっこ4（2012年5月19日、Thanks Lab.） - ユイ 役
- リアル鬼ごっこ5（2012年5月26日、Thanks Lab.） - ユイ 役
- 映画 鈴木先生（2013年1月12日、角川書店 / テレビ東京） - 中村加奈 役
- 高速ばぁば（2013年7月27日、トラヴィス） - 主演・上坂綾音（アヤネ） / 高速ばぁば（人間態） 役[注 4]
- 江ノ島プリズム（2013年8月10日、ビデオプランニング） - 今日子 役
- 放課後ロスト エピソード1 「リトル・トリップ」（2014年8月2日、プロジェクト ドーン） - 主演・夕希 役[65]
- 思春期ごっこ（2014年8月23日、アイエス・フィールド） - 主演・蓮見鷹音 役[66][67][68]
- クレヴァニ、愛のトンネル（2015年2月21日、アイエス・フィールド / アルゴ・ピクチャーズ） - 主演・柏木一葉 役[69]
- 花筐/HANAGATAMI（2017年12月上旬 唐津で先行上映、12月16日 ､唐津映画製作推進委員会） - ヒロイン・江馬美那 役[4][70]
- 鯉のはなシアター（2018年9月7日 広島県先行公開） - ヒロイン・奥崎愛実 役[71]
- いなくなれ、群青（2019年9月6日、KADOKAWA・エイベックス・ピクチャーズ） - 堀 役[72]
- THEATERS「銀幕エレジー」（2023年7月15日公開予定、リアリーライクフィルムズ）- 主演・吉国友恵 役

### オリジナルビデオ
- 仮面ライダーオーズ 10th 復活のコアメダル（2022年） - メズール（人間態） 役[73]

### 舞台
- ウサニ（2012年8月3日 - 26日、ル テアトル銀座 by PARCO） - エーコ 役[74]
- 夏幻影（2012年9月1日 - 6日、AQUA studio） - 麻衣 役
- MOTHER マザー〜特攻の母 鳥濱トメ物語〜（2012年9月20日 - 23日、新国立劇場小劇場） - 森要子 役
- 蒼い季節（2013年1月11日 - 16日、AQUA studio）
- アバドンの巣窟（2013年7月19日 - 24日、AQUA studio）
- 常緑高校演劇部（2014年1月10日 - 19日、AQUA studio）
- 熱海殺人事件（2014年1月12日 - 19日、AQUA studio） - ハナ子 役
- 大きな虹のあとで〜不動四兄弟〜
  - （2017年8月29日 - 9月3日、ザ・ポケット） - 百合 役 [75]
  - （2018年8月3日 - 7日、シアターサンモール） - 麻樹 役[76][77]
- 家政夫のミタゾノ THE STAGE 〜お寺座の怪人〜（2022年11月17日 - 27日、EX THEATER ROPPONGI / 12月3日・4日、森ノ宮ピロティホール） - 穴井仁奈 役[78][79]

### 配信ドラマ
- 僕らはみんな死んでいる♪（2013年12月2日 - 2014年2月14日、NOTTV） - 吉野茜 役[80][注 5]
- さまぁ〜ずハウス（2018年5月25日、Amazon Prime Video）#14「写真館」 - 山川夏美 役[81]
- 今夜、勝手に抱きしめてもいいですか?（2018年9月29日 - 12月15日、ひかりTV） - 主演・佐伯莉子 役[82][83]
- 株式会社グレーゾーン・エージェンシー（2020年3月23日 - 5月25日、YouTube Originals） - 里島多恵 役
- 主夫メゾン（2021年2月26日 - 3月26日、TELASA） - 神谷一果 役[84]
- ショート・プログラム「スプリングコール」（2022年3月1日、Amazon Prime Video） - ヒロイン・谷村奈央 役[85]
- オーズ10th 仮面ライダーバース バースX誕生秘話（2022年7月3日、東映特撮ファンクラブ） - メズール（人間態） 役[86]
- ひともんちゃくなら喜んで!〜ザ・森東編〜（2023年2月25日・3月4日、TVer） - 人見まもる 役[87]
- 逃げるカノジョ（2024年、TikTok） - 主演・松雪あんず 役[88]

### CM
- 東京ガス 安全（2012年3月 - ）
- B-R サーティワンアイスクリーム（2012年4月 - ）
- サンヨー食品 サッポロ一番（2013年5月 - ）
- ローソン フローズンスイーツ（2013年7月 - ）
- DeNA パズ億〜爽快パズルゲーム（2014年4月 - ）[89]
- ユニバーサルスタジオジャパン ユニバーサル·クールジャパン 美少女戦士セーラームーン·ザ·ミラクル4-D（2018年3月 - ）
- レジーナクリニック（2020年3月 - ）[90][91]

### PV
- MONKEY MAJIK 「If」（2013年2月27日）[92]
- SMAP「Joy!!」（2013年6月5日）[注 6]
- コブクロ ｢風をみつめて｣（2018年11月7日）[94]
- U Yuma「マイルーム マイライフ（feat. RAM RIDER）」（2020年7月16日）[95]

### 広告
- 自転車駐車場整備センターイメージキャラクター（2012年）
- 消防庁 / 日本損害保険協会 全国統一火災予防運動イメージキャラクター（2013年）

### イベント
- 未来穂香 カレンダー発売（2013年12月14日、東京福家書店新宿サブナード店）
- Rakuten GirlsAward 2019 SPRING/SUMMER（2019年5月18日、幕張メッセ）[96]

### ゲーム
- ロストディメンション（2014年8月7日、フリュー） - ヨウコ・タチバナ 役[97]

## 書籍

### 雑誌
- ラブベリー（2009年5月号 - 2011年9月号、徳間書店） - 専属モデル
- ピチレモン（2011年11月号 - 2013年4月号、学研パブリッシング） - 専属モデル
- non-no（2013年11月号 - 2014年10月号、集英社） - 専属モデル

### 写真集
- 矢作穂香 I’m just me（2019年9月27日[98]、ワニブックス、撮影：中山雅文）ISBN 978-4-8470-8236-8[99]

### 雑誌連載
- ar「矢作穂香のビューティマニア♡」（2019年9月号[100] - 2020年8月号[101]、主婦と生活社）

### 関連書籍
- 「クローン ベイビー」公式PHOTO BOOK〜僕らのクローン記〜（2010年、東京ニュース通信社、ISBN 978-4-86336-122-5）
- 仮面ライダーオーズ/OOOキャラクターブック Count the medals!（2011年、東京ニュース通信社、ISBN 978-4-86336-139-3）
- 偽コイ同盟。（2011年、集英社ピンキー文庫、ISBN 978-4-08-660013-2） - カバーモデル（表紙）

## 受賞歴
- 2015年
  - 3rd Annual DramaFever Awards「Best Couple賞」(With 古川雄輝)『イタズラなKiss2〜Love in TOKYO』